# Ивановский (Костромская область)
Ивановский — упразднённый хутор в Шарьинском районе Костромской области России. Входил в состав Шангского сельского поселения. Исключен из учётных данных в 2025 году.

## География
Расположен на автодороге Урень — Шарья — Никольск — Котлас Р157.

## История
Согласно переписи населения 1897 года на хуторе проживало 11 человек (8 мужчин и 3 женщины).
Согласно Списку населённых мест Костромской губернии в 1907 году скотный двор Ивановское относилась к Шангско-Городищенской волости Ветлужского уезда Костромской губернии. По сведениям волостного правления за 1907 год в деревне числился 1 крестьянский двор и 9 жителей.

## Население
| 2008 | 2010 | 2014 |
| ---- | ---- | ---- |
| 14   | ↘0   | →0   |